# 费利斯 (南大河州)
费利斯是巴西南大河州的一个市镇。总面积96.232平方公里，总人口11679人，人口密度121.4人/平方公里。